# Paradromulia intermedia
Paradromulia intermedia là một loài bướm đêm trong họ Geometridae.